# Rafael Senet y Pérez

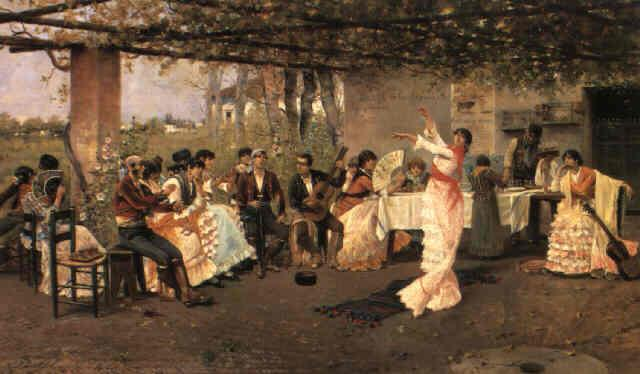
La bailarina de flamenco, 1892.

Rafael Senet y Pérez – hiszpański malarz akwarelista pochodzący z Sewilli.
Studiował w Akademii Sztuk Pięknych w Sewillii, gdzie jego nauczycielami byli Teodoro Aramburu, Joaquín Domínguez Bécquer i Eduardo Cano. W 1880 r. przeniósł się do Madrytu, gdzie studiował dzieła artystów z Muzeum Prado. Dzięki stypendium udzielonym przez bankiera Ramona de Ibarra wyjechał na studia do Rzymu. W 1884 r. otrzymał II medal na prestiżowej Krajowej Wystawie Sztuk Pięknych.
Większa część jego zbiorów znajduje się dziś w prywantych kolekcjach w Anglii, gdyż właściciel londyńskiej galerii Arthur Tooth zajmował się sprzedażą jego obrazów.

## Wybrane dzieła
- La vuelta de la pesca en Nápoles,
- Vista de la plaza de San Marco con Santa Maria della Salute al fondo.
- La bailarina de flamenco
- Estudio de hombre